# Derby della Učka
El Derby della Učka, también conocido como Derbi Regional, Derbi Rijeka-Pula o Derbi del Norte; es el partido que enfrenta al HNK Rijeka con el NK Istra 1961 como los equipos representantes de las ciudades costeras más grandes del norte de Croacia.

## Historia
La rivalidad inicío en los años 1920 cuando las ciudades formaban parte del reino de Italia y las ciudades eran conocidas como Fiume y Pola, teniendo el primer enfrentamiento entre equipos de esas ciudades a Juventus Enea Fiume y US Polese el 25 de junio de 1920, teniendo varios equipos representantes de Fiume (Juventus Enea, CS Olympia, CS Gloria, CS Fiume, Veloce, Magazzini Generali) y Pola (Polese, Grion, Edera) aunque la más notable en aquel tiempo era del US Fiumana y el GSF Giovanni Grion Pola, los cuales se enfrentaron en 20 ocasiones entre 1930 y 1943, con 11 victorias de Fiumana contra 5 del Grion.
Luego de que finalizara la Segunda Guerra Mundial pasaron a ser parte de Yugoslavia y surge el SCF Quarnero como sucesor del US Fiumana en julio de 1946 como equipo de la Primera Liga de Yugoslavia, mientras que a finales de 1947 se fusionan el Unione Sportiva Operaia con el NK Pula y nace el NK Iskra. Quarnero pasa a llamarse HNK Rijeka en 1954 pero ambos equipos no coincidían en la misma categoría ya que el Istra era de divisiones regionales.
Hasta la Independencia de Croacia en 1991 registraron 21 partidos oficiales entre los años 1950 y años 1970, mientras que los otros equipos representativos de las ciudades NK Orijent y NK Lučki Radnik se enfrentaron con mayor regularidad al coincidir en la misma categoría frecuentemente. Luego de la independencia de Croacia los partidos fueron más frecuentes, ya que entre 1992 y el 2000 se enfrentaron en 17 ocasiones con ocho victorias del Rijeka contra seis del Istra.
Desde julio de 2004 se han enfrentado en más de 50 ocasiones con más de 40 victorias del Rijeka.

## Sumario
Resultados desde la independencia de Croacia en 1991:
| Torneo                               | Partidos                    | Rijeka                      | Empates                     | Istra                       | Goles Rijeka                | Goles Istra                 |
| Rijeka v. Istra (1992–2000)          | Rijeka v. Istra (1992–2000) | Rijeka v. Istra (1992–2000) | Rijeka v. Istra (1992–2000) | Rijeka v. Istra (1992–2000) | Rijeka v. Istra (1992–2000) | Rijeka v. Istra (1992–2000) |
| ------------------------------------ | --------------------------- | --------------------------- | --------------------------- | --------------------------- | --------------------------- | --------------------------- |
| Prva HNL                             | 17                          | 8                           | 3                           | 6                           | 27                          | 13                          |
| Rijeka v. Istra 1961 (2004–presente) |                             |                             |                             |                             |                             |                             |
| Prva HNL                             | 52                          | 35                          | 13                          | 4                           | 97                          | 37                          |
| Croatian Cup                         | 3                           | 2                           | 0                           | 1                           | 5                           | 4                           |
| Subtotal                             | 55                          | 37                          | 13                          | 5                           | 102                         | 41                          |
| Total                                | 72                          | 45                          | 16                          | 11                          | 129                         | 54                          |

## Jugadores

### Anotaron para ambos equipos
- Sandi Križman (2 goles, 1 con Rijeka y 1 con Istra 1961)

### Jugaron para ambos equipos
- Boško Anić
- Mateo Bertoša
- Dario Bodrušić
- Fausto Budicin
- Denis Bušnja
- Igor Čagalj
- Matko Djarmati
- Sandi Dobrić
- Mate Dragičević
- João Escoval
- Marin Grujević
- Nedim Halilović
- Darko Horvat
- Dani Iglesias
- Elmir Imširević
- Vanja Iveša
- Sergej Jakirović
- Josip Jerneić
- Redi Jupi
- Irenko Jurić
- Jurica Karabatić
- Ilija Kljajić
- Damir Knežević
- Saša Kolić
- Fabijan Komljenović
- Ljupko Kontešić
- Sandi Križman
- Ivan Kurtović
- Siniša Linić
- Robert Lisjak
- Josip Lukunić
- Admir Malkić
- Ivan Mance
- Luka Marić
- Bernardo Matić
- Andréa Mbuyi-Mutombo
- Marin Mikac
- Mato Miloš
- Ivan Močinić
- Alen Pamić
- Manuel Pamić
- Branko Panić
- Goran Paracki
- Dalibor Pauletić
- Renato Pilipović
- Andrej Prskalo
- Natko Rački
- Dragan Raković
- Zedi Ramadani
- Ivan Rodić
- Elvis Scoria
- Ahmad Sharbini
- Dalibor Starčević
- Valentino Stepčić
- Andro Švrljuga
- Dragan Tadić
- Goran Vincetić
- Luka Vučko
- Matej Vuk
- Neven Vukman
- Ivor Weitzer
- Zoran Zekić
- Damir Zlomislić
- Andrej Živković

## Entrenadores que han dirigido en ambos equipos
- Milivoj Bračun
- Nenad Gračan
- Srećko Juričić
- Robert Rubčić
- Elvis Scoria
- Zoran Vulić